# Rivetina pulisangini
Rivetina pulisangini är en bönsyrseart som beskrevs av Aare Lindt 1968. Rivetina pulisangini ingår i släktet Rivetina och familjen Mantidae. Inga underarter finns listade i Catalogue of Life.